# Razarači klase Fletcher
Klasa Fletcher bila je klasa američkih razarača građena tijekom Drugog svjetskog rata. Gotovo da nije bilo operacije u kojoj su sudjelovali američki nosači aviona i bojni brodovi a da nisu imali pratnju razarača klase Fletcher. Praksa je pokazala da su im konstrukcija i balans bili među najboljim od svih ratnih brodova 20. stoljeća. 
Osim što su uspješno sudjelovali u pomorskim bitkama Drugog svjetskog rata, te Korejskom i Vijetnamskom ratu, razarači klase Fletcer su tijekom šezdesetih i sedamdesetih godina prošlog stoljeća pomogli u obnavljanju ratnih mornarica američkih saveznika.

## Korisnici
Razarači klase Fletcher proizvodili su se u diljem mnogih brodogradilišta u SAD-u (u razdoblju između 1941. i 1945.) za potrebe američke ratne mornarice tijekom 2. svjetskog rata. Završetkom rata mnogi brodovi su prodani ratnim mornaricama diljem svijeta, pa tako i zemljama protiv kojih je SAD tada ratovao - Japanu, Italiji i Njemačkoj.
Početkom Korejskog rata mnogi brodovi su ponovo aktivirani i stavljeni u vojnu službu. U to vrijeme 39 razarača je obnovljeno, povećano je naoružanje i broj torpednih cijevi. Danas su svi brodovi povučeni iz službe dok su sačuvana svega četiri i to kao muzejski eksponati u SAD-u i Grčkoj. Posljednji primjerak fregate iz klase Fletcher iz aktivne službe je povukla meksička mornarica 2001.
Razarače iz klase Fletcher su ih sredinom 1950-ih koristili sljedeći korisnici:
- SAD: američka ratna mornarica bila je primarni korisnik. Sačuvana su svega tri broda koji se čuvaju u muzejima brodova u Bostonu, Buffalu i Baton Rougeu.
- Argentina: argentinska mornarica je kupila pet razarača koji su preimenovani u Almirant Brown, Almirante Domecq García, Almirante Storni, Espora i Rosales. Također, brodovi su prema argentinskoj klasifikaciji uvršteni u argentinsku klasu Brown.
- Brazil: brazilska mornarica je kupila sedam razarača koji su preimenovani u Maranhao, Pará, Paraíba, Paraná, Pernambuco, Piauí i Santa Catarina. Također, brodovi su prema brazilskoj klasifikaciji uvršeteni u klasu Para.
- Čile: čileanskoj mornarici je dostavljeno tri razarača od čega su se dva koristila (Blanco Encalada i Cochrane) dok je treći nabavljen zbog rezervnih dijelova.
- Grčka: grčka mornarica je koristila deset razarača kojima su dodijeljena imena Aspis, Kimon, Lonchi, Navarinon, Nearchos, Sfendoni, Thylla, Velos, Claxton i Dyson s time da su brodovi Claxton i Dyson kupljeni zbog rezervnih dijelova. Svi brodovi su kasnije povučeni iz uporabe dok je razarač Velos zadržan u brodskom muzeju u gradu Faliru.
- Italija: u službi Marine Militare bili su razarači Fante, Geniere i Lanciere. Prema talijanskoj klasifikaciji, brodovi su uvršteni u klasu Fante.
- Japan: japanska samo-obrambena mornarica koristila je razarače Ariake i Yugure.
- Južna Koreja: mornarica Republike Koreje je koristila tri broda koji su premimenovani u Chung Mu, Pusan i Seul.
- Kolumbija: kolumbijska mornarica je u svojem arsenalu imala preimenovani razarač Antioquia.
- Meksiko: meksička mornarica koristila je preimenovane brodove Cuauhtémoc i Cuitláhuac od kojih je posljednji kupljen od jedne floridske fondacije dok je danas izvan uporabe te se nalazi u meksičkoj luci Lázaro Cárdenas.
- Peru: peruanska mornarica je nabavila četiri razarača. U aktivnu službu stavljeni su Almirante Guise i Villar dok su La Vallette i Terry nabavljeni zbog rezervnih dijelova.
- Španjolska: španjolska kraljevska mornarica koristila je Alcalá Galiano, Almirante Ferrandíz, Almirante Valdés, Jorge Juan i Lepanto.
- Tajvan: mornarica Republike Kine koristila je četiri broda (An Yang, Chiang Yang, Kun Yang i Kwei Yang). Brodovi su prema tajvanskoj klasifikaciji uvršteni u klasu Heng Yang.
- Turska: turska je koristila preimenovane razarače od İçel, İskenderun, İstanbul, İzmir i İzmit dok su neki od njih služili 1974. tijekom turske invazije na Cipar.
- Zapadna Njemačka: njemačka savezna mornarica je u svojoj ratnoj floti imala pet brodova kojima su dodijeljeni jednostavni nazivi Z-1, Z-2, Z-3, Z-4, Z-5 i Z-6.

## Vanjske poveznice
- Destroyerhistory.org - Fletcher Class